# Tursib

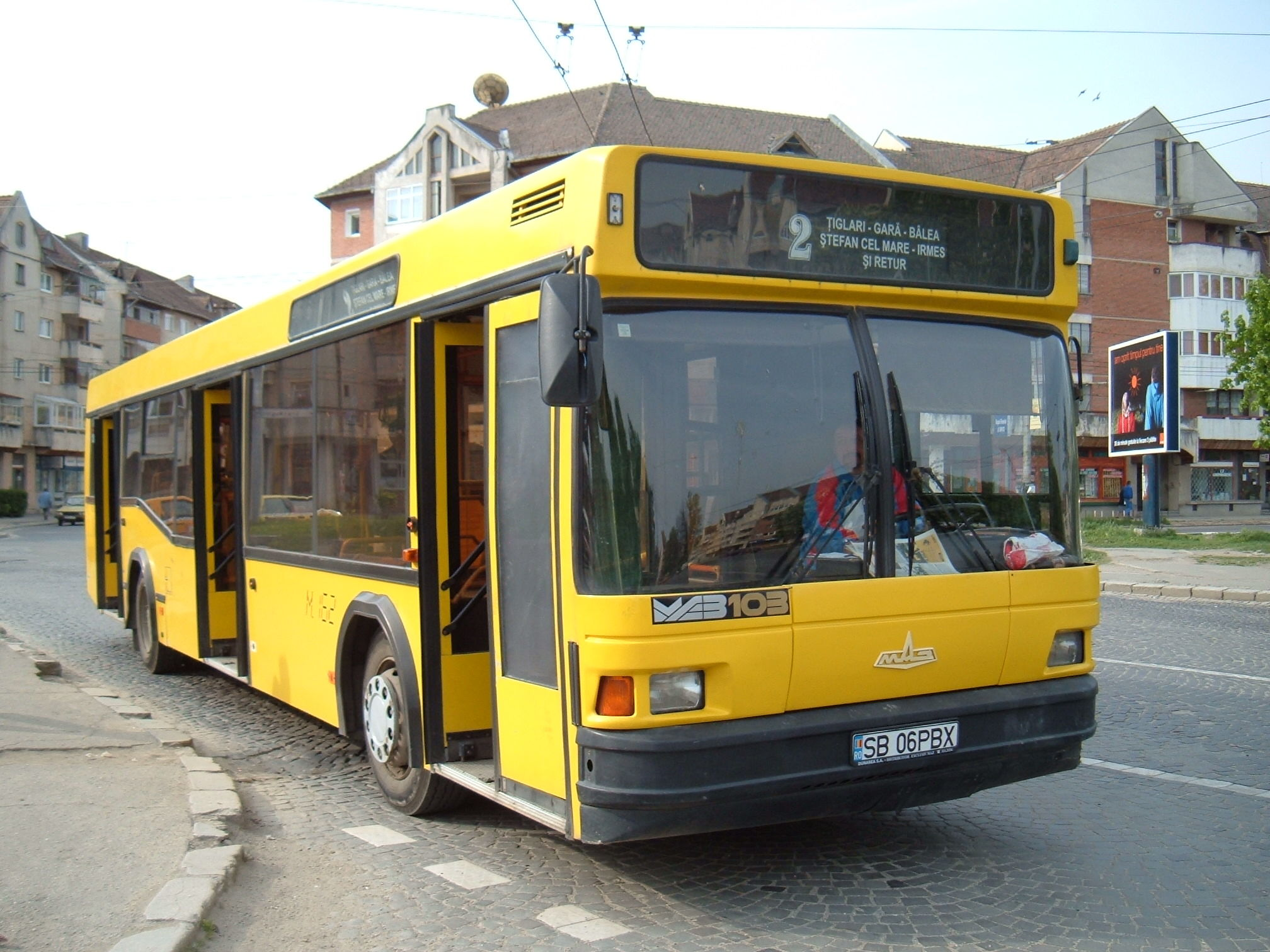
Tursib-Autobus des Typs MAZ-103 in Einsatz

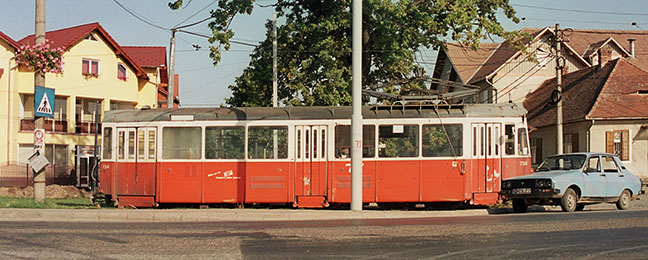
Ein aus Genf übernommerner Schweizer Standardwagen der ehemaligen Straßenbahnlinie Sibiu-Rășinari an der Haltestelle Friedhof

S. C. Tursib S. A. ist die Bezeichnung der städtischen Verkehrsbetriebe von Hermannstadt (rumänisch Sibiu) in Siebenbürgen, Rumänien. Sie entstand 1990 aus der Vorgängergesellschaft I.T.S.

## Verkehrsmittel
Laut Eigenangaben betreibt Tursib 2014 100 Autobusse, die auf zusammen 21 Linien insgesamt 216 Haltestellen bedienen. Zwischen dem Stadtgebiet und der Landgemeinde Rășinari (deutsch Städterdorf) fuhr bis 2011 die 1905 eröffnete Straßenbahn Hermannstadt, die nach Einstellung der Stadtlinien nur noch als Überlandstraßenbahn verkehrte. Diese soll Mitte 2014 für touristische Zwecke reaktiviert werden.

## Chronologie des öffentlichen Verkehrs in Hermannstadt
- 1904 – Gleislose Bahn Hermannstadt (erster Oberleitungsbus-Betrieb in Hermannstadt)
- 1905 – Straßenbahnbetrieb vom Bahnhof in die Oberstadt beginnt
- 1957 – Autobusbetrieb wird eingeführt
- 1970 – Straßenbahnverkehr in der Altstadt wird eingestellt, die Gleise in der Heltauer Gasse und auf dem Großen Ring werden abgebaut
- 1983 – Straßenbahnverkehr wird innerhalb der Stadt auf Oberleitungsbus-Betrieb umgestellt
- 2009 – O-Bus Betrieb wird eingestellt

## Intervalle
Es gibt kein einheitliches Taktschema. Die Linien verkehren wochentags in unterschiedlichsten Taktdichten. Zwischen 30- und 10-Minuten-Takt ist alles vorzufinden (alle 20, 15, 13, oder 12 Minuten). Da sich auf den meisten Strecken mehrere Linien überlagern, entstehen dichtere Frequenzen. Viele Linien bieten bis 22:00 ihre dichten Tagestakte an. Die Straßenbahn verkehrt höchstwahrscheinlich wieder ab Mitte 2014 für touristische Zwecke in der Sommersaison an Wochenenden. Betriebsbeginn ist von Montag bis Freitag um 5:00, Betriebsschluss kurz nach 23:00.
Für das Wochenende gilt jedoch ein erheblich schwächeres Angebot mit einem 30, 40 oder 60-Minuten-Takt (maximales Angebot ist ein vormittäglicher 20-Minuten-Takt auf der Linie 17). Einige Linien verkehren am Wochenende auch gar nicht. Betriebsbeginn ist gegen 6:00, Betriebsschluss bereits gegen 22:00. Zwischen Samstags- und Sonntagsverkehr wird nicht unterschieden. Ein Nachtverkehr besteht nicht.

## Wiedereinführung der Straßenbahn

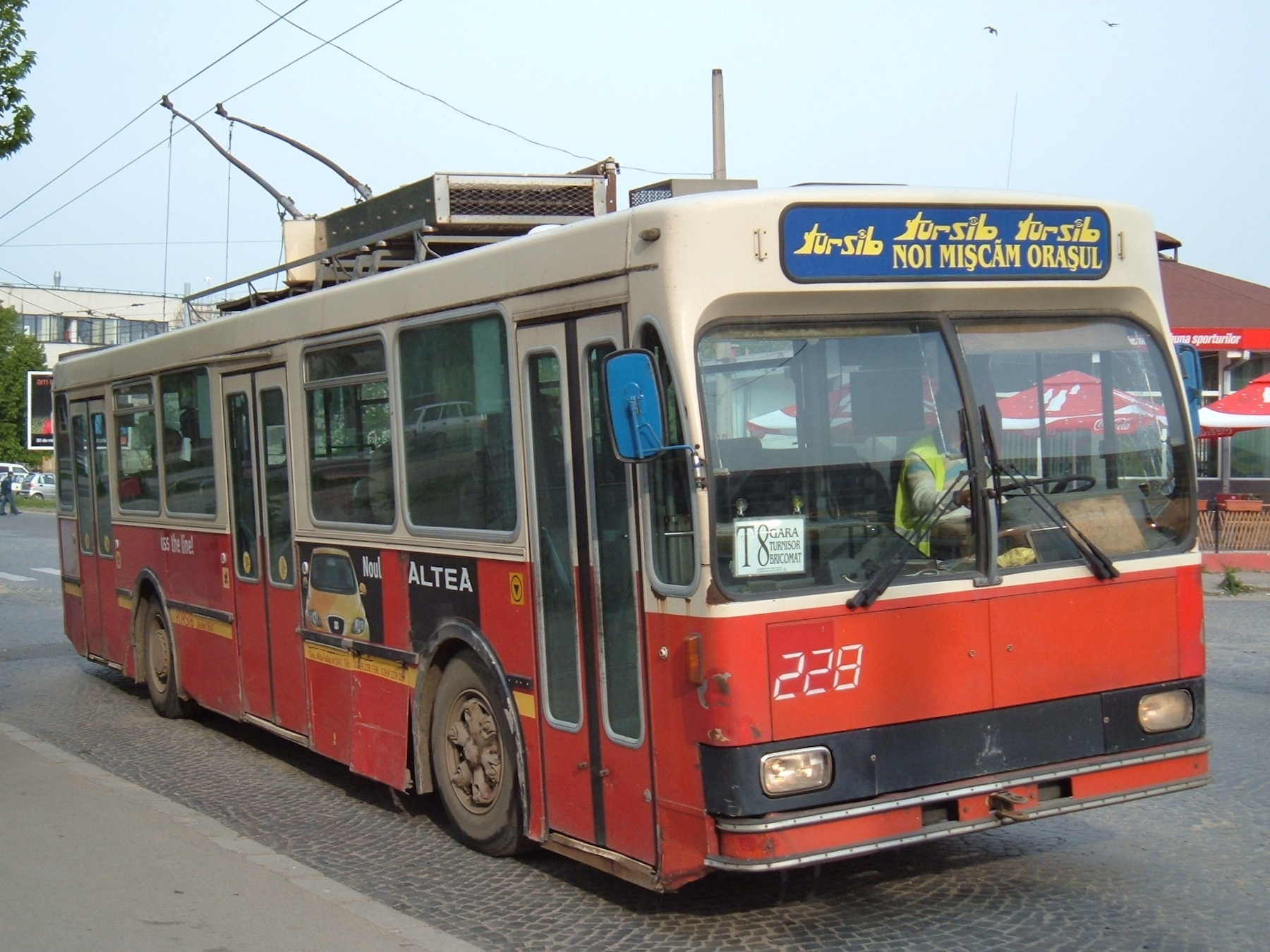
Ein vom Trolleybus Biel/Bienne stammender FBW-Wagen im Einsatz in Sibiu, 2006

Nach der ersten Wahl des Bürgermeisters Klaus Johannis im Jahr 2000 wurde die Wiedereinführung der Straßenbahn als Fernziel der Infrastrukturplanungen der Stadt formuliert. Da die Kosten für dieses Projekt jedoch mit mehreren hundert Millionen Euro von der Stadt alleine nicht aufzubringen gewesen wären, wurden die Pläne wieder verworfen. 2008 wurde vom Bürgermeisteramt offiziell bekannt gegeben, dass die Straßenbahnpläne nicht mehr weiter verfolgt würden. Mittlerweile hat jedoch eine deutliche Verjüngung des Autobus-Fuhrparks stattgefunden (neue Fahrzeuge von MAN) und die Fahrdrähte der Oberleitungsbusse wurden teilweise erneuert. Am 14. November 2009 wurde der Obus-Verkehr allerdings eingestellt.

## Angebotsverbesserungen ab 2008
Ab Mai 2008 wurden einige Angebotsausweitungen im Busnetz vorgenommen. Die Stadt Hermannstadt hofft damit mehr Bürger zum Umsteigen auf den örtlichen Nahverkehr bewegen zu können, da sich der Individualverkehr (zusätzlich zum ohnehin massiven LKW-Transitverkehr) in der Stadt seit 2000 extrem ausgeweitet hatte. Die Hermannstädter sollen veranlasst werden, ihr Auto zu Hause zu lassen und per Bus zum Dienst oder zum Einkaufen zu fahren. Durch die Inbetriebnahme neuer Strecken im Rahmen des Projekts „Premium“, möchte das Bürgermeisteramt diesem Ziel näher kommen. Die Bedingungen im öffentlichen Nahverkehr sollen so verbessert werden, dass dieser zukünftig einen deutlich höheren Anteil am Modalsplit des städtischen Verkehrs abdeckt. In Zusammenarbeit mit einer Dresdner Beraterfirma wurden sog. Premium-Linien entwickelt, die einen deutlich höheren Standard bieten als die restlichen Linien. Seit 1. Mai verkehren zwei neue Bus- und eine neue Oberleitungsbuslinie (A5 Bahnhof – Schewisgasse – Goldtal/Valea Aurie, A12 Zibinsmarkt – Bahnhof – Vasile-Aron-Viertel bzw. T2 Hippodrom – Lazarett-Viertel). Darüber hinaus werden Rentner seit diesem Datum kostenlos befördert. Auf den beiden Buslinien verkehren ausschließlich neue MAN- und BMC-Busse. Zwischen 5.30 bis 22 Uhr fährt die Linie A5 im 10- bis 12-Minuten-Intervall, die Linie A12 im 10-Minuten-Takt, der T2 zwischen 5.50 und 22.10 Uhr alle 15 Minuten. Ab dem 5. Mai wurde darüber hinaus eine neue Schnellbuslinie zwischen Flughafen und Bahnhof eingeführt (über Radu-Stanca-Theater und Internationaler Busbahnhof in Neppendorf), deren Fahrtzeit sich nach den Ankunftszeiten der Züge bzw. den An- und Abflugszeiten der Flugzeuge richtet.
Um die Qualität des Nahverkehrs weiter zu verbessern, sollten ab Oktober 2008 ca. 70 neue Haltestellenunterstände (incl. Linienplan u. ä.) im gesamten Stadtgebiet errichtet werden. Von den mehr als 200 Haltestellen sind mittlerweile 20 modernen Standards entsprechend ausgerüstet. Weiter 110 sollen folgen.

## S-Bahn Hermannstadt
Seit 2006 wird von privaten Initiatoren, besonders von Seiten des Deutschen Wirtschaftsclubs Siebenbürgen, die Einführung einer S-Bahn im Raum Hermannstadt gefordert. Diese sollte vom Hermannstädter Flughafen aus über Neppendorf, den Hermannstädter Hauptbahnhof und weiter nach Heltau führen. Eine weitere Strecke wäre von Salzburg über den Hauptbahnhof nach Freck möglich. Bei einer Verwirklichung wäre dieses Verkehrssystem das erste seiner Art in Siebenbürgen. Allerdings steht die Hermannstädter Verwaltung einer kurz- oder mittelfristigen Realisation skeptisch gegenüber. Bürgermeister Klaus Johannis ließ verlauten, dass ein S-Bahnsystem im Raum Hermannstadt eine Utopie sei, deren Verwirklichung allerhöchstens langfristig, im Zeitraum nach 2025, angegangen werden könnte. Jedenfalls wäre die Stadtverwaltung nicht bereit, das Projekt finanziell zu fördern.
Auf der angedachten Strecke – die sich im Besitz der rumänischen Staatsbahn CFR befindet – wurden bereits Probefahrten durchgeführt. Ein Betrieb wäre technisch ohne weiteres möglich. Der Abschnitt Hermannstadt–Heltau ist momentan an ein Privatunternehmen vermietet, welches mittlerweile Streckenertüchtigungsmaßnahmen im Wert von über 100.000 € ausgeführt hat.